# Chester William Nimitz
Chester William Nimitz, ameriški admiral flote, * 24. februar 1885, Fredericksburg, Teksas, † 20. februar 1966, Yerba Buena Island, Kalifornija.
Nimitz je v kontraadmirala napredoval 23. junija 1938. Po japonskem napadu na Pearl Harbor so ga 31. decembra 1941 mimo 28-tih viceadmiralov povišali v čin admirala  in postavili na mesto vrhovnega poveljnika »Ameriške Pacifiške flote«. Pod njegovim glavnim poveljstvom so ameriške oborožene sile zmagale v bitki za Midway, sodeloval pa je tudi v vseh ostalih pomembnih pomorskih operacijah na Pacifiku in ostal poveljnik »Pacifiške flote« vse do konca druge svetovne vojne. V čin admirala flote je napredoval 19. decembra 1944.
Skupaj z generalom Douglasom MacArthurjem si je zaslužil naziv »zmagovalec Pacifika«. Ta dva ameriška vojaška poveljnika sta 2. septembera 1945 na krovu bojne ladje Missouri sprejela kapitulacijo Japonske.